# Julio Granda
Julio Ernesto Granda Zúñiga (Camaná, 25 de febrero de 1967) es un ajedrecista peruano, primer gran maestro internacional (GM) de su país (1986).
En enero de 2019, se encuentra en la lista de la FIDE, con Elo de 2638,4. Estuvo, en 2017, a solo un punto de los 2700 puntos Elo, y se encuentra entre los mejores ajedrecistas del mundo.

## Biografía
Julio Granda es un gran maestro internacional de ajedrez, nacido el 25 de febrero de 1967 en Camaná, Arequipa, Perú. Sus padres son Daniel Granda y Zoila Zúñiga, y es el tercero de siete hermanos. Desde 1986, y durante 30 años, figuró en la clasificación de la Federación Internacional de Ajedrez como el número uno de su país.
En 1972, el estadounidense Bobby Fischer ganó el título mundial de ajedrez al derrotar al campeón soviético Boris Spassky, y dicho acontecimiento —entre representantes de las dos superpotencias mundiales en plena Guerra Fría— tuvo tal repercusión mediática que don Daniel, padre de Julio, retomó la práctica del ajedrez y enseñó los primeros movimientos a sus hijos mayores. Julio quedó excluido por tener solo cinco años de edad y no saber leer ni escribir; sin embargo, la curiosidad e insistencia del niño hicieron que también aprendiera, y así el ajedrez se convirtió en una recurrente actividad familiar que se alternaba con el fútbol y la agricultura.
Rápidamente, la precocidad de Julio se hizo patente al superar a sus hermanos e incluso a su padre, quien se vio obligado a inscribirlo en torneos locales y regionales, y a impartirle sus primeras clases usando variopintos libros y material recopilado, incluso de artículos de la prensa escrita. Todo ese conocimiento adquirido, más su talento natural, le permitió clasificarse a la final del Campeonato Nacional Absoluto de Perú cuando tenía nueve años.
En 1977, el maestro internacional argentino Jorge Szmetan visitó el Perú y derrotó a Julio con facilidad. Al regresar a Buenos Aires, tuvo el generoso gesto de enviarle los cuatro tomos del reconocido Tratado General de Ajedrez del maestro argentino Roberto Grau. Era evidente que el pequeño talento necesitaba un curso bien estructurado para seguir progresando, ya que su comprensión posicional del ajedrez era limitada.
Sin embargo, tal estudio sistemático le generó sentimientos encontrados, ya que, mientras su padre —abstraído y con la mayor devoción e intención— le explicaba todo el curso (Julio solo observaba), sus hermanos jugaban, a pocos metros, intensos partidos de fútbol. Por respeto y consideración al gran esfuerzo de su padre, el niño se quedaba callado; pero así quedó incrustado ese rechazo al estudio del ajedrez, que, como juego científico, requiere mucha preparación. Esa importante carencia la fue compensando con su gran espíritu competitivo y su aversión a perder, lo que le desarrolló la virtud de reconocer sus errores en plena partida.
En 1980, ganó el Mundial Infantil en Mazatlán, México (sub-14), y al volver al Perú fue recibido en el Palacio de Gobierno del Perú por el presidente Fernando Belaúnde Terry. Dos años después, y gracias a una beca, tuvo que dejar el seno familiar e irse a vivir a Lima. No logró, en esa nueva etapa, ningún resultado importante, hasta que en 1984 ganó el Campeonato Panamericano Juvenil y le otorgaron el título de maestro internacional.
Empezó a viajar con más frecuencia al extranjero y, en 1985, no obstante ser ya el segundo ajedrecista peruano, quedó muy rezagado en el Campeonato Nacional Absoluto del Perú.
Ese mismo año reaccionó, y en un torneo a doble vuelta entre los mejores jugadores peruanos —excepto el gran maestro Orestes Rodríguez, que vivía en España—, consiguió ganar el evento con 100 % de efectividad. Había dado un paso importante para superar el medio local y se podía vislumbrar el título de gran maestro.
En 1986 fue invitado a Cuba con todos los gastos cubiertos, y luego de participar en varios torneos —ganándolos casi todos—, obtuvo la definitiva norma que lo acreditaba como gran maestro internacional, al empatar el primer lugar en el tradicional magistral Capablanca in Memoriam.
Eran buenos tiempos para el ajedrez y los torneos abundaban sobre todo en Europa y particularmente en España, donde Julio empezó a ser un asiduo visitante. Su particular estilo de juego sobre la base de las ideas que iba captando en sus propias y ajenas partidas, presenciadas en vivo y en directo, más su afán por buscar siempre la victoria, fueron elevando disimuladamente su nivel, que le permitió en 1992 ubicarse entre los 25 mejores ajedrecistas del mundo; su mejor posición alcanzada.
En 1998, se retiró de la práctica del ajedrez y estuvo dedicado a actividades agrícolas en su natal Camaná, Arequipa. En el 2002, volvió a la palestra ganando por quinta vez el Campeonato Nacional Absoluto de Perú y al año siguiente el "Capablanca in Memoriam" en La Habana, Cuba. Es evidente que los cuatro años sin casi contacto con el ajedrez no afectaron su juego y siguió cosechando nuevos títulos. 
Desde el 2008 reside en Salamanca, España, junto a su esposa Marilyn Tejada y sus cuatro hijos: Lereyda, Julio, Mariela y Alonso. Esta nueva etapa, viviendo de una manera estable en Europa, le ha permitido participar en muchos torneos y poco a poco mejorar su ubicación en el ranking mundial. En su ya larga carrera de más de 36 años representando internacionalmente al Perú, ha participado como mínimo en unos 300 torneos y ha ganado más de 60 en la modalidad clásica. Sus resultados más importantes son los siguientes:
Open Internacional de Matalascañas; Huelva, España, 1986 1.er lugar
Open Citta di Forli; Forli, Italia, 1988 1.er lugar 
Magistral Ciutal Vella la Rambla, Barcelona, España 1.erlugar
Magistral Miguel Najdorf, Buenos Aires, Argentina, 1991 1.er 1.er lugar
Reshevsky Memorial, Nueva York, Estados Unidos, 1992 1.er lugar 
Zonal Sudamericano, Brasilia, Brasil, 1993 1.er lugar 
Donner Memorial, Ámsterdam, Países Bajos, 1996 1.er lugar
Magistral Entel, Santiago de Chile, Chile, 2005 1.er lugar 
Open Internacional de Benasque, Benasque, España, 2008 1.er lugar 
Open Internacional La Roda, Albacete, España, 2013 1.er lugar 
Open Internacional de Andorra, Andorra, 2015 1.er lugar 
Open Internacional Floripa Chess, Florianopolis, Brasil, 2016 1.er lugar
V Open Internacional de Llucmajor, Mallorca, España, 2016 1.er lugar.
Además, ha formado parte del equipo peruano en 11 olimpiadas de ajedrez. También ha ganado en una ocasión el Campeonato Iberoamericano y en dos ha quedado segundo. Asimismo y por cuatro veces ha sido Campeón Panamericano Absoluto. Se ha clasificado en cinco Copas del Mundo, habiendo conseguido se mejor resultado en Tromso, Noruega, en 2013, donde luego de eliminar al armenio Hrant Melkumyan, el húngaro Peter Leko y el neerlandés Anish Giri, quedó entre los 16 mejores de tan fuerte y exigente torneo. En la lista Elo de la Federación Internacional de Ajedrez del mes de junio de 2016 tiene 2699 puntos, que lo ubican en el puesto 42 del ranking y a la vez en el gran maestro de más edad con mejor Elo del mundo.

## Estilo
Julio Granda no estudia teoría de aperturas. Ha afirmado que solo ha leído un libro de ajedrez, el tercer tomo del Tratado General de Ajedrez de Roberto Grau. De todos modos, admite leer revistas y repasar el Informador, lo que unido a su excelente memoria y capacidad de asimilación, le ha permitido ganar torneos y títulos importantes.

## Trayectoria deportiva
- Campeón Mundial Infantil Sub-14 en 1980 (Mazatlán, México).
- Campeón Panamericano Juvenil en 1984 (Lima, Perú).
- Comparte el primer lugar con Carlos García Palermo (Argentina) en la XXI edición del Torneo internacional "Capablanca Memorial" de La Habana en 1986.
- Campeón del Torneo internacional "Forli Open" en Italia en 1988. (http://www.365chess.com/tournaments/Forli_op_1988/20938)
- Campeón del Torneo internacional de "Barcelona" en España en 1990. Categoría X. http://www.365chess.com/tournaments/Barcelona_1990/19458)
- Campeón del III Torneo Magistral "Ciudad de León" en España, 1990. Categoría IX.(http://www.advancedchessleon.com/web/palmares/)
- Campeón del II Torneo Magistral Internacional "Miguel Najdorf" en Argentina, 1991. Categoría XI.
- Campeón del Torneo Magistral Internacional "Málaga Open" en España, 1991.
- Campeón del Torneo Internacional "New York Reshevsky Memorial" en Estados Unidos, 1992. Categoría XII.
- Campeón del Torneo abierto Internacional "Ciudad Mar del Plata" en Argentina, 1993.
- Comparte el primer lugar con Jan Timman (Holanda) en la II edición del Torneo internacional "Donner Memorial" de Ámsterdam, Países Bajos en 1995. Categoría XVI.
- Comparte el primer lugar con Vassily Ivanchuk (Ucrania) en la III edición del Torneo internacional "Donner Memorial" de Ámsterdam, Países Bajos, en 1996. Categoría XVI. http://www.chessmetrics.com/cm/CM2/SingleEvent.asp?Params=199510SSSSS3S046842000000121101550400010810100
- Campeón del X Torneo "Ciudad de León" en España, 1997. Categoría X.(http://www.brasilbase.pro.br/ti1997le.htm)
- Campeón de la XXXVIII edición del Torneo internacional "Capablanca Memorial" de La Habana, Cuba, en 2003.
- Campeón del Torneo "Magistral Entel" en Chile, 2005.
- Campeón del IV Torneo Continental de Ajedrez en 2007.
- En abril de 2007, quedó segundo en el I Magistral Ruy López, de categoría XV , celebrado en Zafra, España, tras Sargissian.

En la clasificación final, del I Magistral Ruy López, las posiciones fueron las siguientes:
| Posición | Participantes           | Puntos |
| -------- | ----------------------- | ------ |
| 1        | Gabriel Sargissian      | 6.5    |
| 2        | Julio Granda            | 4      |
| 3        | Ruslán Ponomariov       | 4      |
| 4        | Ivan Sokolov            | 3.5    |
| 5        | Manuel Pérez Candelario | 3      |
| 6        | Krishnan Sasikiran      | 2.5    |
| 7        | Antoaneta Stefanova     | 2.5    |
| 8        | Yifan Hou               | 2      |

- Campeón del Torneo Abierto "Villa de Navalmoral 2007" en Extremadura, España, empatando con Salvador del Río y Hichem Hamdouchi.
- Subcampeón del XIX Open Internacional de Ajedrez “Villa de Roquetas”, superado por el español Elizbar Ubilava.
- Campeón del II Torneo Iberoamericano de Ajedrez Linares-Morelia-2008 superando al MI venezolano Eduardo Iturrizaga.
- Campeón del XVII Torneo Internacional de Ajedrez Linares-Baeza-2008 superando por coeficiente al ecuatoriano Carlos Matamoros.
- Campeón del "V Torneo Internacional de Valladolid" con 7,5 puntos de 8 posibles el 20 de diciembre de 2009.
- Subcampeón de la Copa IPD, superado por su compatriota Emilio Córdova en 2010.
- Campeón del VII Trofeo ciudad de Zaragoza de Ajedrez-2011.
- Campeón del XXIII Torneo Internacional San Lorenzo-2011-España.
- Campeón del 7.º Torneo Continental de Ajedrez - Mar del Plata 2012.[4]
- En mayo de 2013 ganó por segundo año consecutivo el Torneo Continental de ajedrez de las Américas.
- En agosto del 2013 hizo una gran actuación en la Copa del Mundo en Tromso (Noruega) quedando entre los 16 mejores.
- Campeón del Torneo del XII Open Internacional de Ajedrez 2013 en Reinosa, España.
- Campeón del Torneo Cerrado "Entre Faros 2013" en Galicia, España.
- Campeón de los "Pre-Bolivarianos 2013" en Lima, Perú.
- "Juego Bolivarianos 2013" Equipo absoluto de ajedrez gana medalla de oro. (Julio Granda, Emilio Córdoba, Jorge Cori, entre otros)
- Campeón del XXIV Torneo Internacional de Ajedrez "Paz de Ziganda" 2014 en Navarra, España.
- Campeón del XXXII Open Internacional de Andorra 2014.
- Campeón del XIII Open Internacional de Ajedrez 2014 en Reinosa, España.
- Campeón del IX Torneo Continental de ajedrez de las Américas 2014 en Brasil (4.ª ocasión).
- Campeón del I Torneo Zicosur en Chile 2015.
- Campeón del XLII Torneo Internacional de La Roda (tres veces, la última en 2015).
- Campeón del XXXIII Open Internacional de ajedrez de Andorra 2015.
- Campeón del V Open Internacional de ajedrez de Lluchmayor, Mallorca, España, 2016.
- Campeón mundial sénior de ajedrez, en Acqui Terme (Italia), noviembre de 2017.

## Scores contra jugadores de élite mundial en partidas oficiales
- Granda-Morozevich (4.º en el Campeonato del mundo FIDE 2005)  (2.0-0.0)
- Granda-Giri (8.º del ranking FIDE-Jun. 2016)       (2.5-1.5)
- Granda-Topalov (Campeón del mundo FIDE 2005)    (2.0-1.0)
- Granda-Kamsky (Campeón de la Copa del mundo FIDE 2007)     (2.0-1.0)
- Granda-Leko (4.º en el Campeonato del mundo FIDE 2007)       (2.0-1.0)
- Granda-Khalifman (Campeón de la Copa del mundo FIDE 1999)     (1.5-0.5)
- Granda-Short (Finalista del Campeonato del mundo PCA 1993)     (1.0-0.0)
- Granda-Shirov  (Finalista del Campeonato del mundo FIDE 2000)   (2.5-2.5)
- Granda-Nakamura (6.º del ranking FIDE-Jun. 2016)   (1.5-1.5)
- Granda-Ponomariov (Campeón del mundo FIDE 2002) (1.0-1.0)
- Granda-Vachier-Lagrave (5.º del ranking FIDE-Jun. 2016)   (0.5-0.5)
- Granda-Adams  (Finalista del Campeonato del mundo FIDE 2004)    (2.5-3.5)
- Granda-Timman  (Finalista del Campeonato del mundo FIDE 1993)    (2.5-3.5)
- Granda-Anand (Campeón del mundo FIDE 2000 y 2007-2012.)      (1.0-2.0)
- Granda-Karpov (Campeón del mundo FIDE 1975-1985, 1993 y 1999)    (0.5-1.5)
- Granda-Kasparov (Campeón del mundo 1985-2000)   (0.0-1.0)
- Granda-Ivanchuk (Finalista del Campeonato del mundo FIDE 2002) (0.5-2.5)
- Granda-Polgar (Top Ten en ranking FIDE de 1996) (1.0-4.0)
- Granda-Caruana (3.º del ranking FIDE-Jun. 2016)    (1.0-4.0)